# Tragédie na Mount Everestu (1996)
Ve dnech 10. a 11. května 1996 došlo k sérii tragických událostí na hoře Mount Everest, která vedla k smrti 8 horolezců. Až do roku 2014, kdy lavina zabila 16 nepálských šerpů, se jednalo o nejtragičtější nehodu na této hoře. Série knih a článků věnovaných této události vzedmula vlnu kritiky na adresu jednotlivých členů zúčastněných expedic, stejně tak jako celkové myšlenky komerčních expedic v Himálajích.

## Pozadí

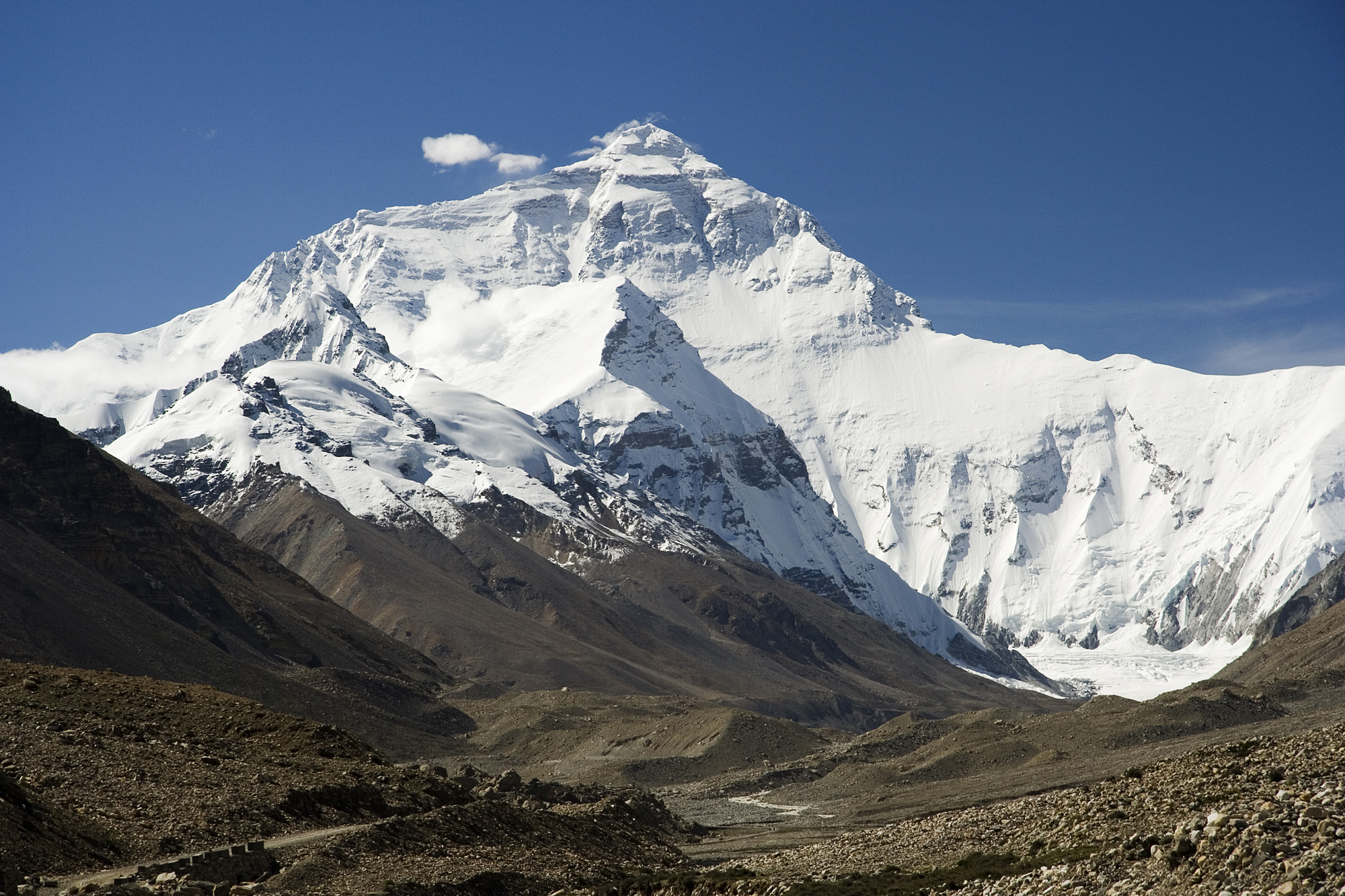
Mount Everest

Tragédie roku 1996 zasáhla tři skupiny horolezců. Společnosti Mountain Madness Američana Scotta Fischera a Adventure Consultants Novozélanďana Roba Halla zprostředkovávaly komerční výstupy na Mount Everest. Třetí skupinu tvořilo šest členů Indo-tibetské pohraniční policie původem z Indie. 

### Rob Hall
Rob Hall vedl výstup na Mount Everest už v roce 1988 jako člen československo-novozélandské expedice pod slovenským horolezeckým klubem IAMES. Tato výprava skončila tragédií, když se při pokusu o zdolání Boningtonovy cesty lehkým stylem ztratili slovenští horolezci Jozef Just, Dušan Becík, Peter Božík a Jaroslav Jaško. Vůdce československé části výpravy Ivan Fiala později obvinil Novozélanďany v čele s Hallem z nezodpovědného přístupu, který však k tragédii zřejmě nijak nepřispěl. Podle Fialy odmítali Novozélanďané pomáhat s vynášením materiálu do výškových táborů, za zády Slováků se domlouvali s americkou výpravou ohledně plateb za přechod ledopádu a po výstupu pod vrchol se dokonce ukázalo, že nemají platné povolení k jeho dosažení. Lydia Bradeyová na něj přesto vystoupila a stala se tak první ženou, které se to podařilo bez kyslíkové podpory. Kvůli obavám z následného postihu však Hall její výstup popřel. Pro Bradeyovou to byl v krátké době druhý ilegální výstup poté, co v roce 1987 dosáhla vrcholu hory Gasherbrum II, ačkoliv měla povolení pouze na Gasherbrum I. I tato výprava byla organizována Robem Hallem, ale kvůli zranění kotníku se jí osobně neúčastnil. V roce 1990 zdolal Korunu planety. Pocit, že ho sponzoři tlačí do stále riskantnějších výstupů, ho nakonec přiměl vytvořit vlastní komerční společnost, s jejíž pomocí by své výstupy financoval. V roce 1991 tak se svým přítelem Garym Ballem založil Adventure Consultants. Gary Ball se s Hallem účastnil několika výstupů, které u něho často vedly k otoku plic. Při expedici na Dhaulágirí v roce 1993 mu Ball nakonec podlehl. Hall se i přes smrt svého partnera rozhodl společnost udržet. 

### Scott Fischer
Scott Fischer patřil k uznávaným americkým horolezcům. Jako člen teprve druhého týmu v historii zdolal cestu Breach Icicle na hoře Kilimandžáro. Stal se také prvním Američanem, který pokořil Lhoce. Úspěšné výpravy absolvoval také na Mount Everest a na K2. Během této expedice si vykloubil rameno a vrcholový útok tak absolvoval s paží přilepenou k tělu, Při sestupu jeho tým asistoval Robu Hallovi a Garymu Ballovi, kteří se kvůli dalšímu Ballovu otoku plic dostali do problémů. Všechny výstupy absolvoval Fischer bez použití přídavného kyslíku. Jako horský průvodce pracoval téměř 25 let. Věnoval se také charitativním aktivitám. Společnost Mountain Madness založil už v roce 1984 společně se dvěma partnery. Díky svému vzhledu a nenucenému vystupování byl často označován za „rockovou hvězdu“ horolezectví.
Obě komerční skupiny tvořila trojice vůdců, 8 klientů a tým šerpů (lezoucích i nosičů). K výstupu využívali jižní cestu z Nepálu. Jelikož si obě společnosti vybraly pro vrcholový útok 10. květen, rozhodli se od jisté fáze spolupracovat. Výstup na vrchol plánovala také výprava společnosti IMAX pod vedením Davida Breashearse s Edem Viestursem a Jamlingem Tenzing Norgayem (syn Tenzinga Norgaye), která zde natáčela dokument Everest. Vzhledem k počtu horolezců z ostatních skupin (jen 10. května stanulo na vrcholu 24 lidí), se tým IMAX rozhodl svůj výstup o několik dní odložit. Možná tím zabránili většímu rozsahu celé tragédie a později se mohli zúčastnit záchranných prací.

## První oběti
Již při vynášení zásob do výškových táborů v dubnu 1996 onemocněl jeden z Fischerových šerpů Ngawang Topche vysokohorskou nemocí. Přes všechny snahy nenabyl vědomí a po dvou měsících zemřel v nemocnici na komplikace spojené s otokem plic. K vůbec prvnímu úmrtí došlo už 9. května, kdy se při pádu zabil člen tchajwanské expedice Chen Yu-Nan. I přes jeho smrt se vůdce této expedice Makalu Gau rozhodl ve výstupu na vrchol pokračovat.

## 10. května

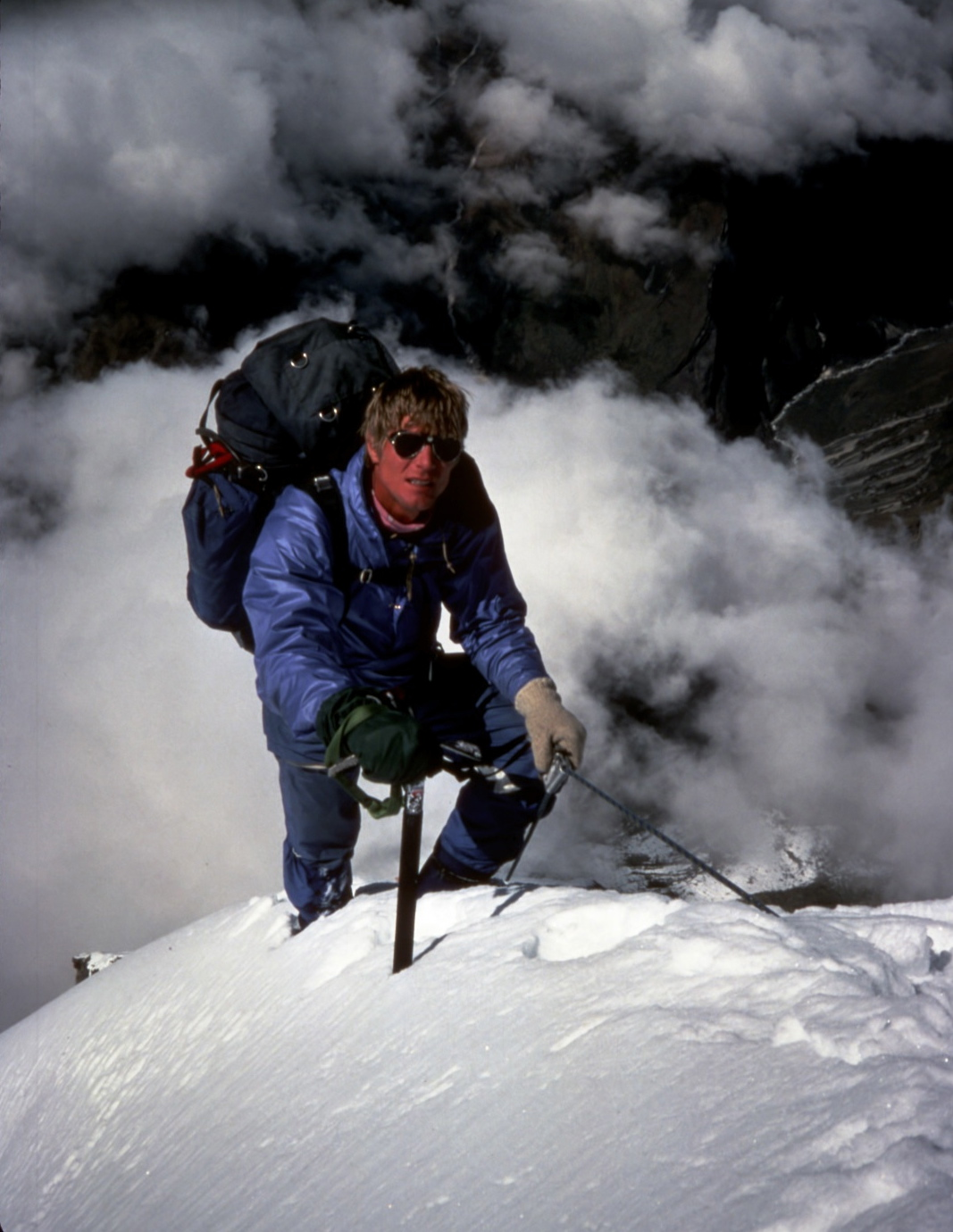
Scott Fischer

Kolem půlnoci z 9. na 10. května se obě skupiny vydaly ze IV. výškového tábora směrem k vrcholu hory. Při dosažení tzv. Balkónu (8350 m n. m.) se jejich postup zastavil, jelikož zde nebyla upevněna fixní lana. Tento úkol měli na starost sirdarové (hlavní šerpové) Ang Dorje Sherpa (Adventure Consultants) a Lopsang Jangbu Sherpa (Mountain Madness), lana však na místě chyběla. Se zdržením je upevnili vůdci Mountain Madness Neil Beidleman a Anatolij Bukrejev společně s Ang Dorjem. Stejný problém nastal při dosažení tzv. Hillaryho výšvihu (8790 m n. m.). I zde došlo k velkým průtahům. Pomalejší klienti dohnali ty rychlejší, vytvořila se fronta a výstup se zpomalil. Tři horolezci z týmu Adventure Consultants se zde kvůli zimě a vyčerpání otočili k sestupu. 13:00 bylo určeno jako hraniční čas pro dosažení vrcholu, který umožňoval návrat do IV. výškového tábora ještě za světla. V bezpečném limitu nedosáhl vrcholu nikdo. Prvním byl Anatolij Bukrejev (vůdce) ve 13:07. Po něm vrcholu dosáhli Andy Harris (vůdce), Neil Beidleman (vůdce), Jon Krakauer (klient), Martin Adams (klient), Klev Schoening (klient) a skupina šerpů. Ostatní včetně Halla a Fischera se k vrcholu teprve blížili.
Okolo 15:00 se objevily první bouřkové mraky a začalo sněžit. Zvedl se silný vítr a značně se snížila viditelnost. Krátce poté dosáhl vrcholu i Hall. Ačkoliv minula mezní doba pro bezpečný návrat, Hall zůstal, aby počkal na klienta Douga Hansena, který měl vážné problémy. Hansen dosáhl vrcholu až kolem 16:00. Bukrejev, Adams a Beidleman cestou dolů potkali Fischera, který jevil známky naprostého vyčerpání. Usoudili však, že jako zkušený horolezec má situaci pod kontrolou a pokračovali v sestupu. Fischer však zřejmě trpěl výškovou nemocí a byl dezorientovaný. Vrcholu dosáhl, ale při návratu náhle zkolaboval. Šerpové mu pomohli o několik desítek metrů níže. Nemohli pokračovat, a proto ho zanechali ve společnosti Makalu Gau z tchajwanské expedice. Ten nemohl sestoupit kvůli vážným omrzlinám a úplnému vyčerpání.
V 17:30 se vysílačkou z Hillaryho výšvihu ozval Rob Hall. Oznámil, že Hansenovi došel kyslík, ztratil vědomí a nemůže pokračovat. Krátce poté se počasí ještě zhoršilo. Vůdce Andy Harris se vlivem nedostatku kyslíku začal chovat iracionálně, zřejmě zabloudil a zemřel po pádu do hluboké propasti. Oblačnost, která zakryla vrchol, způsobila výpadek vysílaček, v jehož důsledku neměly týmy přehled o tom, co se nahoře doopravdy děje. V noci zůstala několik set metrů od tábora skupina, ve které byl vůdce Neil Beidleman a klienti Tim Madsen, Sandy Hill Pittmanová, Klev Schoening, Charlotte Foxová a Lene Gammelgaardová, všichni z týmu Mountain Madness. Biedleman také cestou zachytil Jasuko Nambu z druhého týmu. Ta nekomunikovala a téměř nemohla chodit. Ke skupině se poté ještě připojili vůdce Mike Groom, dva šerpové a klient Beck Weathers, jehož zdravotní stav byl také kritický. Kvůli sněhové vánici nebylo možné určit směr, kde se tábor nacházel. Rozeznatelné byly pouze vrcholy Everestu a sousední hory Lhoce, vůdci však měli problém určit, který je který. Rozhodli se proto počkat, až se bouře trochu uklidní. Situaci značně zhoršil i výrazný pokles tlaku, což způsobilo snížení obsahu kyslíku ve vzduchu ve chvíli, kdy přídavný kyslík lezcům začal docházet.

## 11. května
Krátce po půlnoci se na okamžik zlepšila viditelnost. Klev Schoening, který byl stále v dobré kondici, určil směr tábora. Celá skupina se dala do pohybu, ale záhy se kvůli rychlosti silnějších roztrhala. K táboru tak pokračovali pouze Beidleman, Groom, Gammelgaardová, Shoening a šerpové. Pittmanová, Foxová, Madsen, Namba a Weathers zůstali pod skalním převisem a rozhodli se dále nepokračovat. Weathers však od ostatních poodešel stranou a tam zkolaboval. Bukrejev si mezitím ve IV. táboře odpočinul a připravil kyslíkové lahve a čaj pro záchrannou akci. Poté obešel stany všech výprav a požádal o pomoc při hledání ztracených osob. Nikdo se k němu nepřipojil. Jeho čelová lampa pomohla první skupině lezců nalézt tábor. Groom a Biedelman byli naprosto vyčerpaní a nijak pomoci nemohli. Zatímco Shoening a Gammelgaardová tvrdili, že zbývající horolezci jsou na úrovni tábora, nebo dokonce mírně pod ní, šerpové přesvědčovali Bukrejeva, že je nutné vylézt pro ně nahoru po lanech. Bukrejev usoudil, že šerpové mluvili o pozici Fischera a rozhodl se nelézt. Nakonec se mu podařilo najít Madsena, Nambu, Pittmanovou a Foxovou asi 400 metrů od tábora. Pittmanová měla halucinace a Foxová jí proto podala injekci steroidů. Tři z nich seděli na svých batozích a byli tak částečně izolovaní. Namba však ležela na zemi nedaleko od nich a její stav byl beznadějný. Weatherse Bukrejev vůbec neviděl. Podal jim čaj a kyslík a zkontroloval jejich fyzický stav. Zjistil, že Madsen je v pořádku a Pittmanové stav se po podání kyslíku výrazně zlepšil. Oba tak mohli na místě ještě chvíli počkat. Stav Foxové byl ale vážný a proto jí jako první odvedl do tábora. Pro zbylou dvojici se poté vrátil. Pittmanová absolvovala velkou část cesty po kolenou. Kvůli vyčerpání a počínajícím omrzlinám se Bukrejev o další záchrannou výpravu nepokusil.
Weathers se nad ránem vzpamatoval, a ačkoliv byl téměř slepý a s vážnými omrzlinami končetin a obličeje, vlastními silami se vydal k táboru. Po nutném odpočinku obešel Bukrejev opět stany, aby zjistil, jaká je situace a co je s Fischerem. Od šerpů se dozvěděl, že se jim k němu podařilo dostat. Byl stále ve společnosti Makalu Gau, kterého zachránili. Fischer prý "dýchal, ale byl mrtvý". Sám Gau potvrdil, že Fischer celou noc mluvil. Bukrejev se proto vydal znovu nahoru. Cestou potkal Weatherse, který se s omrzlýma rukama před sebou blížil k táboru a volal o pomoc. Tam opět málem zemřel, když na něj spadl stan a téměř ho zadusil. Bukrejev nakonec našel Fischera, bylo však jasné, že je mrtvý. Jeho obličej zakryl batohem a začal sestupovat. Objevil i tělo Namby, které vzal několik věcí pro příbuzné a částečně ho zakryl kamením. Během cesty se opět strhla silná bouře, která mu znemožnila orientaci. Táboru dosáhl díky tomu, že slyšel Weathersovy nářky.
K Robu Hallovi se ráno neúspěšně pokusili dostat šerpové z jeho týmu. Pomocí vysílačky se spojil se základním táborem. Oznámil, že Doug Hansen je pryč a také že jeho kyslíková maska zamrzla, a ačkoliv ji opravil, bude mít kvůli omrzlinám potíže sestoupit. Ed Viesturs se ho snažil ze základního tábora přemluvit k okamžitému pokračování v sestupu. Když se však Hall odpoledne ozval znovu, přiznal, že se za celou dobu vůbec nepohnul z místa a poprosil o přepojení na svou manželku, které řekl, že má dostatečné pohodlí a aby se o něho nebála. Pravděpodobně krátce poté zemřel.
Weathers i Gau byli sneseni do nižších partií hory. Gau byl evakuován vrtulníkem první, protože nebyl schopen samostatného pohybu. Oba se uzdravili, ale jejich omrzliny si vyžádaly rozsáhlé amputace. Gau přišel o všechny prsty, Weathers o pravou ruku, všechny prsty na levé ruce a nos.

## Indo-tibetská výprava
10. května se na severní, tibetské straně hory pohybovali členové indické pohraniční policie. Ze šestičlenné expedice se o výstup pokusilo 5 horolezců, dva se však ve vyšších partiích hory oddělili kvůli omrzlinám. Zhruba v 15:45 se potom zbylá trojice spojila s vedoucím expedice Mohinder Singhem a oznámili mu, že dosáhli vrcholu a chvíli se zdrží kvůli náboženským obřadům. Singh horolezcům pogratuloval a jelikož se jednalo o první indický výstup na Everest, obratem informoval o úspěchu také premiéra země P. V. Narasimhu Raa. Později téhož dne však Singha zastihla zpráva, že se trojice stále nevrátila do výškového tábora. Singh věděl, že ten samý den stejnou cestou vystoupala dvojice Japonců s trojicí šerpů, proto se s japonským týmem spojil a požádal je o pomoc při pátrání. Japonci přislíbili pomoc, ovšem než se tak mohlo stát, setmělo se a nový výstup tak musel být zrušen. Ze zmizelé trojice se později podařilo objevit pouze tělo Tsewanga Paljora. Jejich úspěšný výstup byl později zpochybněn. Zřejmě se jednalo pouze o jeden z předvrcholů. Indická strana později obvinila Japonce z neposkytnutí pomoci (viz níže).

## Objev těl

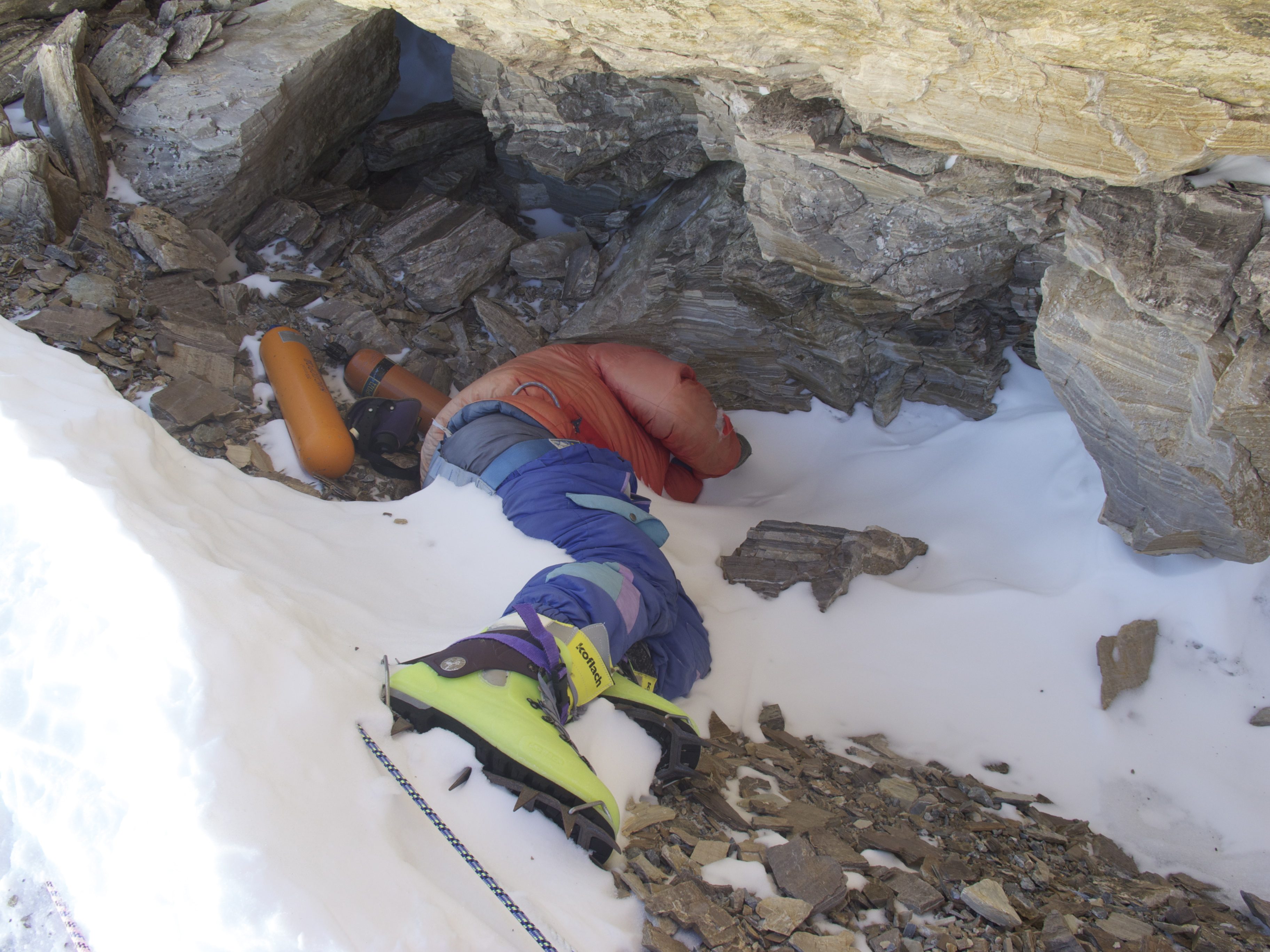
Green Boots

Ed Viesturs se osobně znal jak s Hallem, tak Fischerem. Jeho tým IMAX se také vzdal vlastních kyslíkových lahví ve prospěch záchrany ohrožených horolezců. Guy Cotter, který později po Hallovi převzal vedení Adventure Consultants, po skončení krizové situace a evakuaci všech přeživších věnoval zbylý lezecký materiál právě IMAXu, aby mohli svůj projekt o několik dní později dokončit. Ed Viesturs se tedy jako první po této tragédii vydal na Everest. Jeho pokus bez přídavného kyslíku měl být vrcholem filmu Everest. Z posledního výškového tábora vyrazil několik hodin před zbytkem štábu, protože se obával, že by je bez kyslíku zdržoval. Podle plánu ho měli dostihnout u vrcholu, kde měli natočit závěr jeho výstupu. Štáb však za Viestursem výrazně zaostal a ten se rozhodl svůj výstup dokončit bez kamery, jelikož při čekání na ostatní rychle promrzal. Jako první tak postupně objevil těla Halla a Fischera. Fischer ležel na zádech s batohem stále na obličeji. Hall ležel na boku částečně zasypán sněhem. Okolo se nacházelo velké množství kyslíkových lahví. Obě těla vykazovala známky tzv. paradoxního svlékání. Viesturs nevyslyšel přání jejich partnerek a z těl nevzal žádné upomínkové předměty (Fischerovi hodinky, Hallův prsten). Tým IMAXu také nenatočil žádné záběry těl kvůli zachování piety. Viesturs se na Everest vrátil o rok později, kdy natáčel populárně vědecký dokument z cyklu NOVA televizní stanice WGBH. Tělo Fischera bylo stále neporušené, tělo Halla však zmizelo. Zřejmě ho sníh a vítr strhly ze srázu. Tělo Jasuko Namby bylo z hory sneseno šerpou na náklady jejího manžela. Z indické skupiny se podařilo nalézt pouze tělo Tsewanga Paljora. To zůstalo na viditelném místě a dodnes slouží jako orientační bod při výstupu severní cestou. Známý je také jako Green Boots. Těla Douga Hansena, Andrewa Harrise, Tsewanga Samanla a Dorje Morupa se nikdy nenašla.

## Seznam obětí
| Jméno           | Národnost   | Expedice                         |
| --------------- | ----------- | -------------------------------- |
| Rob Hall        | Nový Zéland | Adventure Consultants            |
| Scott Fischer   | USA         | Mountain Madness                 |
| Jasuko Namba    | Japonsko    | Adventure Consultants            |
| Doug Hansen     | USA         | Adventure Consultants            |
| Andrew Harris   | Nový Zéland | Adventure Consultants            |
| Tsewang Samanla | Indie       | Indo-tibetská pohraniční policie |
| Dorje Morup     | Indie       | Indo-tibetská pohraniční policie |
| Tsewang Paljor  | Indie       | Indo-tibetská pohraniční policie |

## Příčiny
Několik okolností svým dílem přispělo k celkovému rozsahu neštěstí:
- Přítomnost Krakauera a Pittmanové

Jon Krakauer byl na expedici vyslán jako reportér známého časopisu Outside. Jeho úkolem bylo vystoupit s Fischerovou expedicí a napsat reportáž o komercializaci himálajských expedic. Fischer velice stál o takovou reklamu, avšak Hall nakonec nabídl časopisu výhodnější podmínky, a tak se Krakauer stal členem Adventure Consultants. Mezi oběma skupinami panovala značná rivalita a Fischer s Hallem zřejmě nechtěli připustit, aby se jejich klienti v přítomnosti novináře nedostali na vrchol Everestu. To mohlo vést k jejich chybnému rozhodnutí pokračovat ve výstupu i v pozdějších hodinách s vědomím možných problémů při návratu. V týmu Mountain Madness zase působila Sandy Hill Pittmanová. Ta byla manželkou bohatého zakladatele televizní stanice MTV Roberta Pittmana. O svém výstupu psala na web NBC Interactive Media. Patřila k ostře sledovaným celebritám mimo jiné kvůli svým dobrodružným výpravám. V základním táboře měla vlastní komunikační stan se satelitním telefonem.
- Chybná organizace

Hall a Fischer udělali během výstupu sérii závažných pochybení, která přímo či nepřímo zavinila celou tragédii. Zásadním bylo nezajištění fixních lan od Balkónu na vrchol. Jejich upevnění měli mít na starosti sirdarové obou společností a mělo být provedeno asi 2 hodiny před začátkem vrcholového útoku, tedy 9. května ve 22.00. K jejich upevnění však nedošlo. Možné vysvětlení zaznělo při debriefingu společnosti Mountain Madness (viz níže). Hall ani Fischer se o stav fixních lan před samotným výstupem zřejmě nezajímali. Fischer dále pochybil, když ignoroval zhoršující se fyzický stav Kruse a Peta Shoeninga (strýc Kleva Shoeninga) a trval na jejich výstupu do vyšších partií hory. Jejich doprovod dolů ho potom stál mnoho sil. V den vrcholového útoku byl jeho úlohou takzvaný "sweep". Měl postupovat jako poslední a za pečlivého sledování času otáčet pomalé klienty ještě před dosažením vrcholu. Fischer však kvůli chybějícím silám výrazně zaostal a nikoho nezastavil. Několik jeho klientů tak dosáhlo vrcholu až 2 hodiny po domluveném limitu. Hall zásadně selhal, když se rozhodl počkat i přes pozdní hodinu na Douga Hansena. Hansen pracoval jako poštovní úředník a kvůli obstarání financí na expedici v roce 1995 si musel najít druhé zaměstnání. Během výstupu se stal velmi oblíbeným členem výpravy, Hall však všechny klienty několik desítek metrů od vrcholu kvůli hloubce sněhu otočil. Hansen si nemohl dovolit zaplatit plnou cenu za výstup příští sezonu, nakonec však od Halla dostal slevu. Zároveň vyhlásil svůj pokus v roce 1996 za poslední. Hall tak chtěl dostat Hansena na vrchol za každou cenu bez ohledu na nebezpečí, do kterého se dostali. Oba za tento risk zaplatili životem. Jak Bukrejev ve své knize uvádí, příčinou neštěstí nebyla ani tak bouře, jako spíš série kritických zdržení.
- Nízká kvalita lezců

Ačkoliv měli všichni klienti předchozí zkušenosti s horolezectvím, z šestnácti se o zdolání nějaké osmitisícové hory pokusili pouze Frank Fischbeck (AC), Doug Hansen (AC), Stuart Hutchinson (AC), Martin Adams (MM), Pete Schoening (MM) a Charlotte Foxová (MM), z nichž vrcholu dosáhli pouze Schoening (prvovýstup na Gašerbrum I) a Foxová (Gašerbrum II a Čo Oju). Během výstupu měli velké problémy Sandy Hill Pittmanová a Jasuko Namba, která prakticky celou dobu zaostávala. Byl jim podám kortikosteroid Dexametazon, který měl pomáhat proti příznakům akutní vysokohorské nemoci, což však nebylo řádně doloženo vědeckými studiemi. Namba se od jedné chvíle nemohla postavit na nohy. Problémy s kondicí měli už v nižších polohách Pete Shoening, kvůli svému vysokému věku, a nezkušený Dale Kruse, který se na expedici dostal jako dobrý přítel Fischera. Také složení vůdců bylo přinejmenším kontroverzní. Andy Harris a Neil Biedelman neměli před výstupem na Mount Everest žádné zkušenosti s horami vyššími než 8000m. Biedelman tak od začátku trpěl takzvaným "kašlem Khumbu", což je hromadění tekutin v plicích vlivem velké nadmořské výšky, které vede k dýchacím problémům. Krátce před začátkem výpravy také odstoupil Fischerův čtvrtý vůdce z rodinných důvodů.

## Debriefing Mountain Madness
15. května zakončila společnost Mountain Madness výpravu schůzkou, které se zúčastnili všichni členové týmu s výjimkou Dala Kruse, Peta Shoeninga (nebyli při vrcholovém útoku) a Charlote Foxové (byla stále hospitalizována s omrzlinami). Rozhovoru, který byl zaznamenáván, se zúčastnil i Lopsang Jengbu Sherpa. Během otázek na stav fixních lan uvedl, že byl 9. května v kontaktu s týmem z Černé Hory, který se toho dne neúspěšně pokusil o výstup. Ti mu měli sdělit, že fixní lana na vrchol upevnili a proto není nutné v noci upevňovat nová. Tato lana však na místě nebyla a není úplně jasné, jak komunikace mezi Lopsangem a černohorským týmem vlastně proběhla, a jakou roli v ní hráli také Hall, Fischer a Ang Dorje. Lopsang sám se upevňování lan neúčastnil, protože trpěl silnou nevolností a zvracel. Po oddělení od Pittmanové zůstal s Fischerem, se kterým také sestupoval. Lopsang zemřel o 4 měsíce později při další expedici na Mount Everest. Během debriefingu bylo také zjištěno, že tým Adventure Consultants nevynesl dostatek kyslíkových lahví. Ty měli oba týmy schované pro sestup dolů na Jižním vrcholu (8749 m n. m.). Dále bylo zmíněno, že na základě vzájemné domluvy měly oba týmy vyrazit současně ve 24:00, členové týmu Adventure Consultats však vyšli už v 23:15 a ačkoliv postupovali jako první, neupevnili lana. Díky lepší kondici je však několik členů Mountain Madness brzy dohonilo. Minimáně jeden z vůdců (Andy Harris) později odmítl pomoci Biedelmanovi a Bukrejevovi s upevňováním, protože chtěl dovést na vrchol Krakauera a na upevňování i samotný výstup mu nezbýval kyslík. Dvojici fixujících vůdců proto obešli a pokračovali ve výstupu.

## Kontroverze
- Krakauer vs. Bukrejev

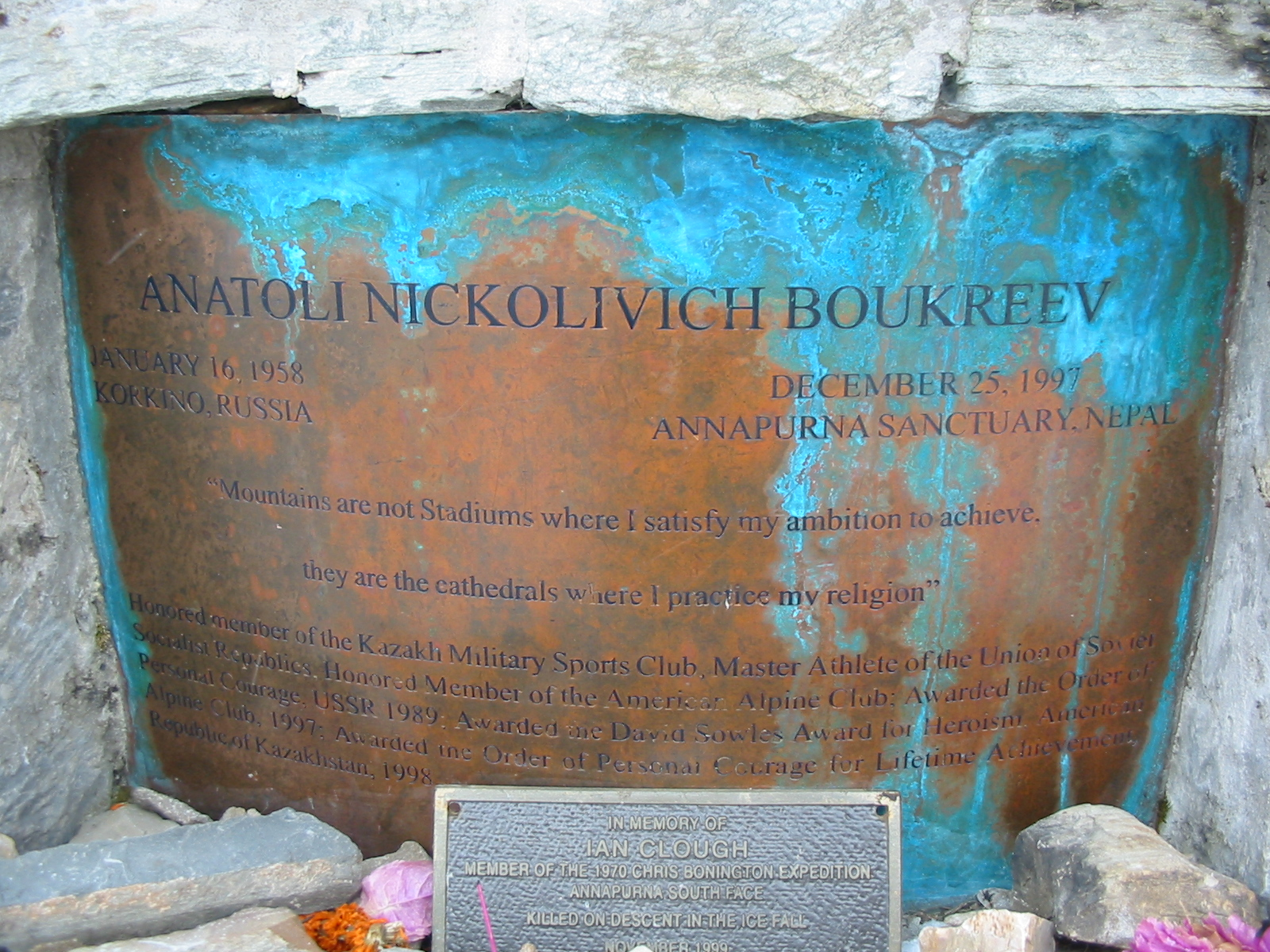
Bukrejevova pamětní deska pod Annapurnou.

Jon Krakauer své zážitky popsal nejdříve v článku pro časopis Outside, rok poté pak v knize Peklo blízko nebe, ve které nabízí své svědectví a pohled na celou událost. V jedné pasáži kritizuje Bukrejeva za to, že jako jeden z vůdců expedice nepoužíval při výstupu kyslíkový přístroj a nebyl dostatečně oblečený, což vedlo k tomu, že kvůli hrozícím omrzlinám zanechal klienty bez dohledu a sám sestoupil do IV. výškového tábora. Bukrejev na tuto kritiku reagoval ve své knize Výstup. Zde doložil, že v kritický den použil kvalitní kombinézu, kterou dostal od klienta Martina Adamse, se kterým se seznámil o rok dříve při expedici na Makalu. Nepoužívání přídavného kyslíku vysvětlil tak, že při žádném ze svých předchozích výstupů (s výjimkou přechodu hřebene Kančendžengy, kde k tomu byl donucen vůdcem výpravy) kyslík nepoužíval a proto na něj nebyl zvyklý. Z hlediska aklimatizace je podle něho také vždy lepší nepoužívat kyslík vůbec, než ho během sestupu vyčerpat, což vede k efektu "nárazu do zdi", kdy horolezec najednou ztrácí veškerou sílu. Svůj kyslík dal Bukrejev Biedlemanovi, který používal vyšší průtok, než bylo doporučeno. Do tábora sestoupil údajně proto, že si byl, s ohledem na zdržení, vědom blížící se pohromy a chtěl včas zajistit záchrannou akci. Vyčkáváním na vrcholu by nikomu nepomohl a akorát by promrzl. Tento nouzový postup také schválil sám Fischer jak na Everestu, tak ještě před samotným výstupem (jak potvrdila i jeho spolupracovnice Jane Brometová). Bukrejev podle Krakauera svá tvrzení často měnil a později uváděl, že z vrcholu vyrazil dříve než ostatní proto, aby dovedl Martina Adamse do bezpečí. Zastánci Bukrejeva kritizovali Krakauera za to, že jako laik ve své knize a novinovém článku kritizuje počínání zkušeného horolezce s mnoha úspěšnými výstupy. Bukrejev sám napsal Krakauerovi a časopisu Outside rozsáhlé vyjádření, kde všechna nařčení odmítá a svá rozhodnutí brání. Outside slíbil jeho dopis uveřejnit pod podmínkou, že ho zkrátí na 350 slov, což odmítl. Za záchranu trojice horolezců byl Bukrejev v roce 1997 oceněn Americkým alpským klubem cenou Davida A. Sowlese. Na podzim téhož roku zemřel po pádu laviny na Annapurně. Kontroverze však pokračovala i po jeho smrti a další vydání obou knih se neobešla bez dodatků, ve kterých si Krakauer a spoluautor Bukrejevovy knihy G. Weston DeWalt vyměňovali své názory. Krakauer knihu Výstup označil za "zbytečnou obhajobu Bukrejevových chybných rozhodnutí" zatímco druhá strana obvinila Krakauera z toho, že ve své knize "nahradil skutečnost vlastními dojmy." DeWalt také upozornil na to, že zatímco Bukrejev zachránil tři klienty a byl za své počínaní oceněn, Krakauer naopak nepomohl osleplému Becku Weathersovi, kterého při sestupu potkal a který ho prosil o pomoc. Zmínil také, že je zarážející, jak Krakauer neustále kritizuje Mountain Madness, ačkoliv s výjimkou Fischera pocházeli všichni mrtví z jeho týmu Adventure Consultants.
- Kritika prominentních členů expedice

Ačkoliv se z Krakauerovy knihy stal bestseller a klasika svého žánru, sám autor nebyl ušetřen kritiky. Veřejnost ho vinila z toho, že se osobně nepokusil nikoho zachránit. Krakauer odmítl tato obvinění s tím, že byl po svém sestupu totálně vyčerpán. Film Everest z roku 2015 obsahuje scénu, kde Krakauer odmítá opustit stan a pomoci Bukrejevovi. Krakauer to označil za "kravinu" a popřel, že by ho Bukrejev vůbec oslovil. Připustil však, že by nejspíš musel odmítnout. Krakauera kritizovala i Jane Arnoldová, vdova po Robu Hallovi. Podle ní se dopustil neetického jednání když zveřejnil přepis jejich posledního hovoru, během kterého, mimo jiné, vybírali jméno pro svou nenarozenou dceru. Krakauer následkem této expedice trpěl dlouhou dobu posttraumatickou stresovou poruchou a svou účast popsal jako "největší chybu svého života". Peníze získané prodejem knihy věnoval na pomoc tomuto regionu. Kritizována byla také Sandy Hill Pittmanová, podle které jí ve své knize Krakauer vykreslil jako nekompetentní zbohatlici, která za expedici zaplatila 65000 dolarů v hotovosti a kterou pak za sebou šerpové táhli jako koňský pluh. Krakauer například popisuje, jak si Pittmanová nechala do základního tábora přivézt speciální zařízení na přípravu své oblíbené kávy. To, co v knize vypadá jako obrovský automat, byla ve skutečnosti malá konvička. Pittmanová věřila, že její obraz v Krakauerově knize převzala i další média. Např. časopis Vanity Fair uvedl, že plánovala na vrcholu schovat drahý náhrdelník a bavit se pokusy dalších horolezců o jeho nalezení. Do povědomí veřejnosti se tak dostala jako povrchní milionářka, která neví, co s penězi. Sama Pittmanová se výstupem na Everest stala teprve druhou ženou na světě, která zdolala sedm vrcholů Koruny planety. Její výkon však zůstal ve stínu této tragédie. Odstěhovala se z New Yorku, rozvedla se a vrátila se ke svému dívčímu jménu Sandy Hillová. Místo horolezectví se začala věnovat CrossFitu a atletice.
- Osud indické expedice

Velitel indo-tibetské pohraniční policie Mohinder Singh obvinil japonskou výpravu, která se ve stejný den také pokoušela o výstup severní stěnou, z toho, že nepomohli jejich týmu, aby tím neohrozili vlastní výstup. Japoncům údajně řekl, že záchrana lidských životů je morální povinností, na co mu údajně odpověděli, že nad 8000 m n. m. není pro morálku prostor. Japonská strana uvedla, že při výstupu narazili už ráno na dvojici neznámých horolezců, kteří sestupovali po fixních lanech. Nebylo možné určit, zda se jednalo o Indy. Při sestupu pak údajně zahlédli jednoho horolezce na fixním laně, kterého pozdravili. O pomoc je nežádal a jeho identitu také neznali. Singh naopak tvrdil, že mu Japonci druhý den řekli, že na Indy při sestupu narazili a všimli si, že mají vážné problémy. Na dotaz, proč jim nepomohli, Japonci údajně řekli, že vypadali nebezpečně. K obvinění se přidal i předseda indické horolezecké asociace. Nakonec se ukázalo, že indická expedice odmítla japonskou materiální i osobní pomoc při pátrání po ztracených členech výpravy a velitel Indů svá tvrzení později odvolal.
- Reakce přeživších

V knize Na vrchol žádné zkratky nevedou (2006) zmiňuje Ed Viesturs své znechucení, když viděl v základním táboře několik horolezců z obou expedic oslavovat zdolání vrcholu bez ohledu na smrt několika lidí. Anatolij Bukrejev byl také nepříjemně překvapený tím, že ho po návratu do Spojených států Sandy Hill Pittmanová vůbec nezmínila v médiích, ačkoliv jí zachránil život. Také své vyobrazení ve filmu Smrt na Everestu komentoval slovy "Tam už mi chybí jen beranice s rudou hvězdou." Celou situaci označil za studenou válku a přisuzoval jí svému kazašskému původu a špatné angličtině. Pittmanová se o rok později zúčastnila Bukrejevova pohřbu a vyjádřila vděk za svou záchranu.

## Zajímavosti
- Jon Krakauer se v roce 1986 zabýval podobnou tragédií, ke které došlo v letních měsících na hoře K2. O sérii neštěstí, při kterých zemřelo dohromady 13 horolezců, napsal článek pro časopis Outside (knižně vyšlo jako součást výběru Krakauerových článků pod názvem Eiger Dreams). O 10 let později ho tento časopis vyslal na Mount Everest, kde něco podobného zažil na vlastní kůži.
- Charlotte Foxová se po této tragédii vrátila k práci horské záchranářky a horolezectví se věnovala především v domovském Coloradu. Na osmitisícové hory se vrátila až po dvaceti letech krátce před svými šedesátými narozeninami kdy zdolala Manáslu (2016) a Dhaulágirí (2017). O pouhý rok později zemřela po pádu ze schodů.[17]
- Tragédie roku 1996 byla zpracována také ve filmech Smrt na Everestu (v orig. Into Thin Air: Death on Everest) (1997) a Everest (2015).
- Kromě Krakauera a Bukrejeva zpracovali svá svědectví knižně také Beck Weathers (Napospas smrti: Sestup z Everestu), Lene Gammerlgaardová (Climbing High: A Woman's Account of Surviving the Everest Tragedy), Lou Kasischke (After the Wind: Tragedy on Everest - One Survivor’s Story) a Graham Ratcliffe (A Day to Die for). Ratcliffe přitom nepatřil k žádné z výprav, ale bouře ho také v osudný den uvěznila v jižním sedle.
- V roce 2014 složil Joby Talbot jednoaktovou operu Everest s libretem od Genea Scheera. Ta popisuje Hallův zoufalý pokus dostat Hansena do bezpečí a Weathersovi vzpomínky a halucinace po jeho kolapsu a během návratu do tábora. Premiéra tohoto díla se uskutečnila v roce 2015 v Dallasu.[18]